# Andocamaria formosana
Andocamaria formosana is een keversoort uit de familie zwartlijven (Tenebrionidae). De wetenschappelijke naam van de soort is voor het eerst geldig gepubliceerd in 1930 door Pic.